# Jardines de Mariposas de Victoria
Los Jardines de Mariposas de Victoria (Victoria Butterfly Gardens) están en la Región del Gran Victoria, cerca de  Brentwood Bay, y son  uno de los sitios turísticos más populares en la región de Victoria. Los Jardines son conocidos por tener una variedad de especies de mariposas y polillas en sus instalaciones interiores; también tienen aves, peces, ranas, un camaleón, gecos y tortugas.

## El medio ambiente
Las  instalaciones interiores son controladas por computadoras para mantener la temperatura, la luz, la niebla, el enfriamiento y la humedad de la selva simulada de 12.000 pies cuadrados. El medio ambiente tiene más de 200 especies de plantas tropicales, incluyendo plantas carnívoras y una cascada que connecta a la corriente.

## Mariposas
Los Jardines de Mariposas de Victoria tienen más de 50 especies (una población de 6000) de mariposas que vuelan, ponen huevos y comen dentro de las instalaciones. Los visitantes pueden observar cómo las mariposas salen de sus crisálidas en el escaparate de mariposas; aproximadamente 400 a 700 mariposas emergen cada semana. Cada semana, se importarán  mariposas de criaderos de mariposas en Costa Rica, Filipinas, Malasia y Londres.
Las plantas en el jardín se llaman plantas de «comida» y de «hospedera» para las mariposas. Las «plantas hospederas» son utilizadas por las mariposas para poner sus huevos, y las «plantas de comida» son utilizadas por las mariposas para alimentarse. Sin embargo, en el jardín también hay «bandejas de alimentación», que algunas de las mariposas, como las morphos azules y las mariposas búho usan para comer.

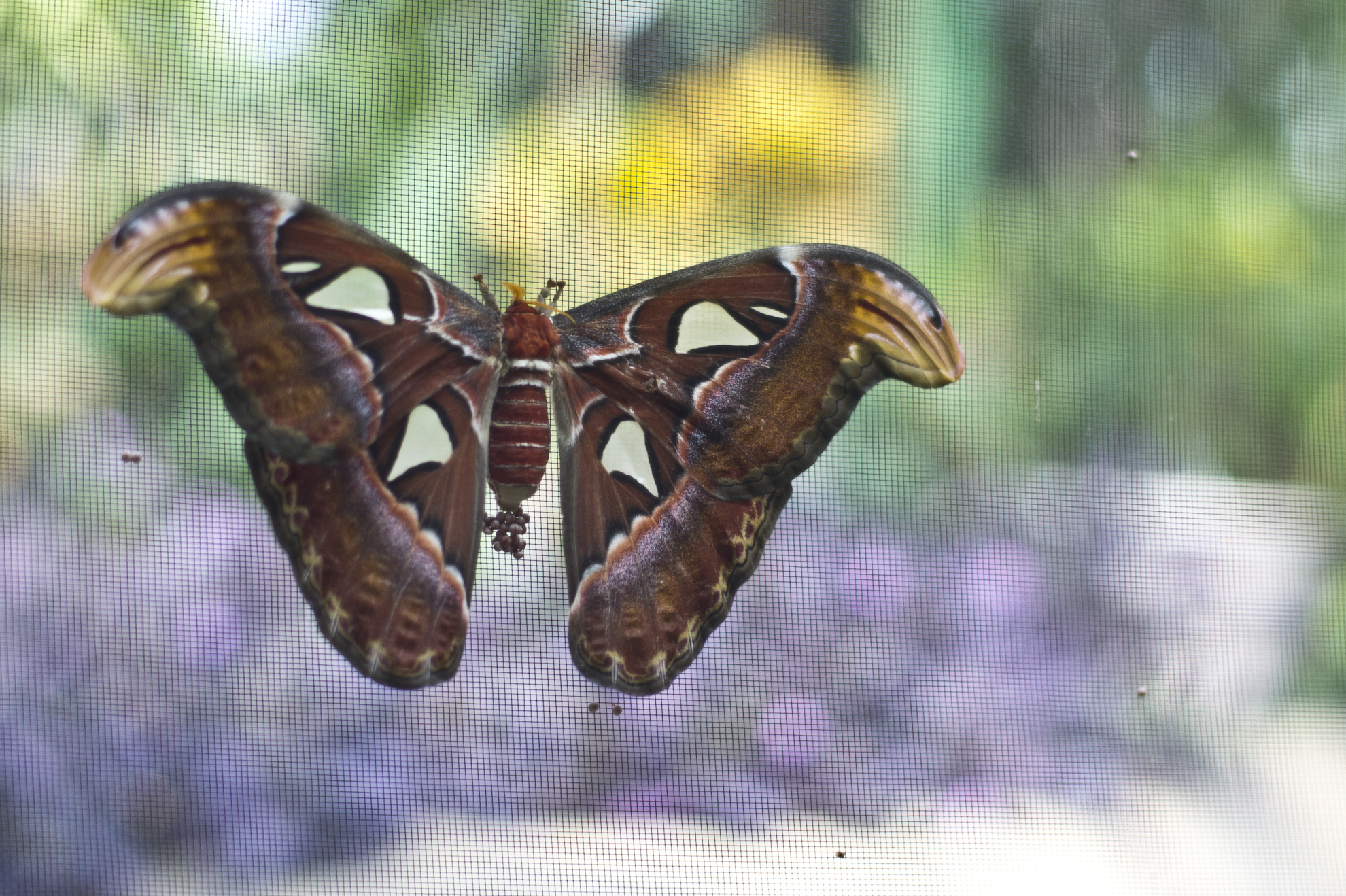
Hembra de mariposa Atlas (Attacus atlas) poniendo huevos
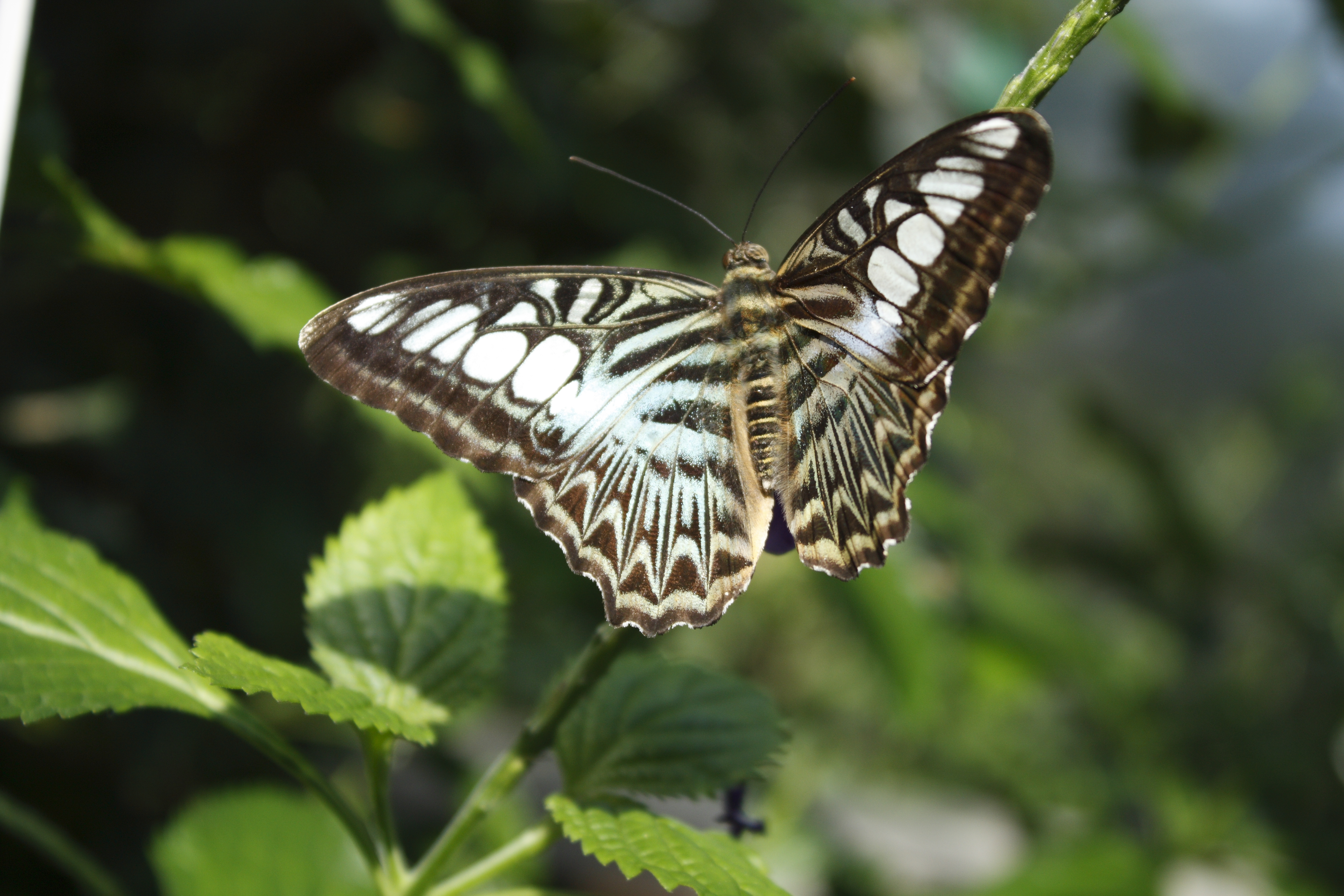
Parthenos sylvia
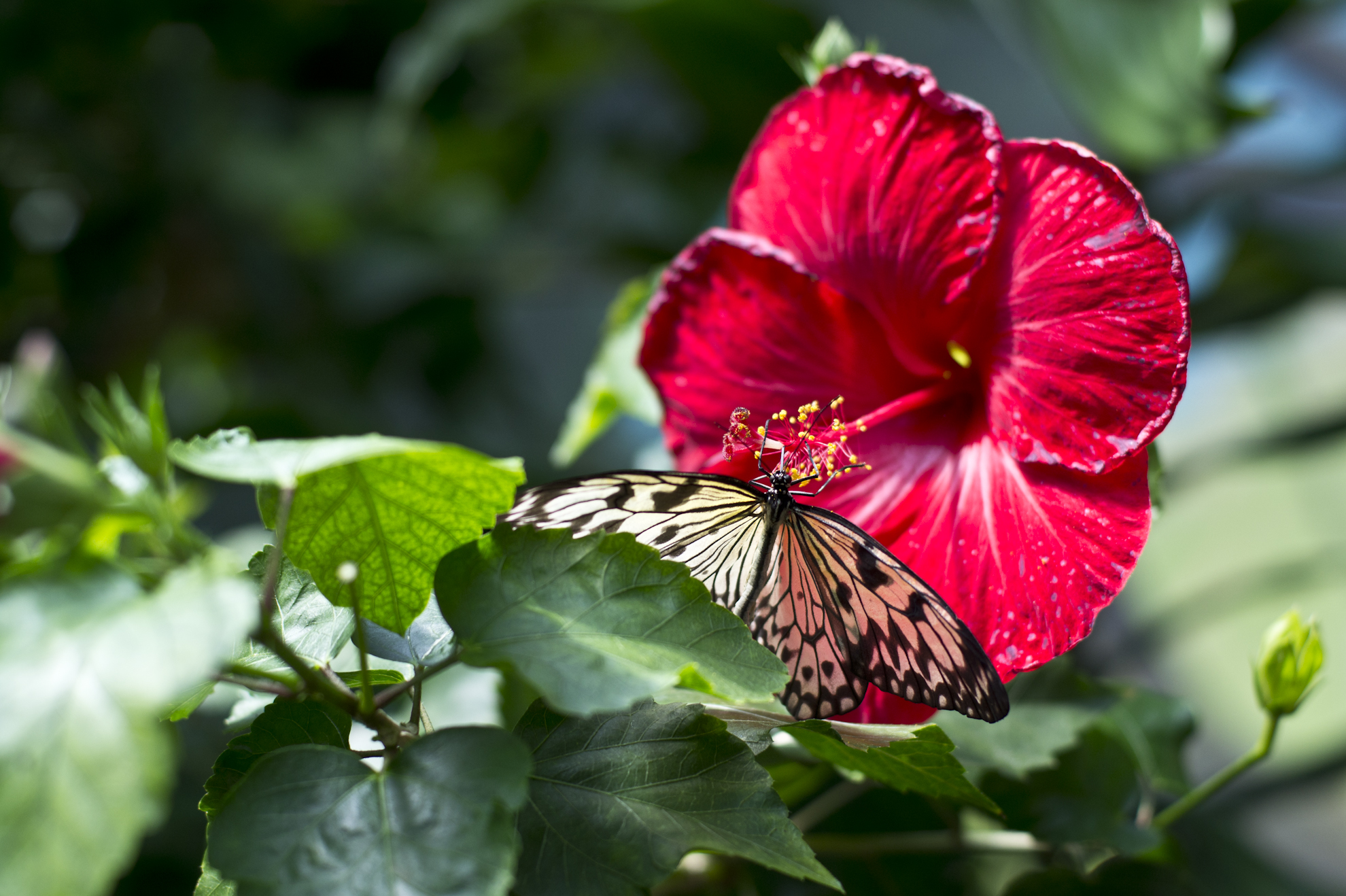
Cometa de papel (Idea leuconoe) sobre flor de hibisco
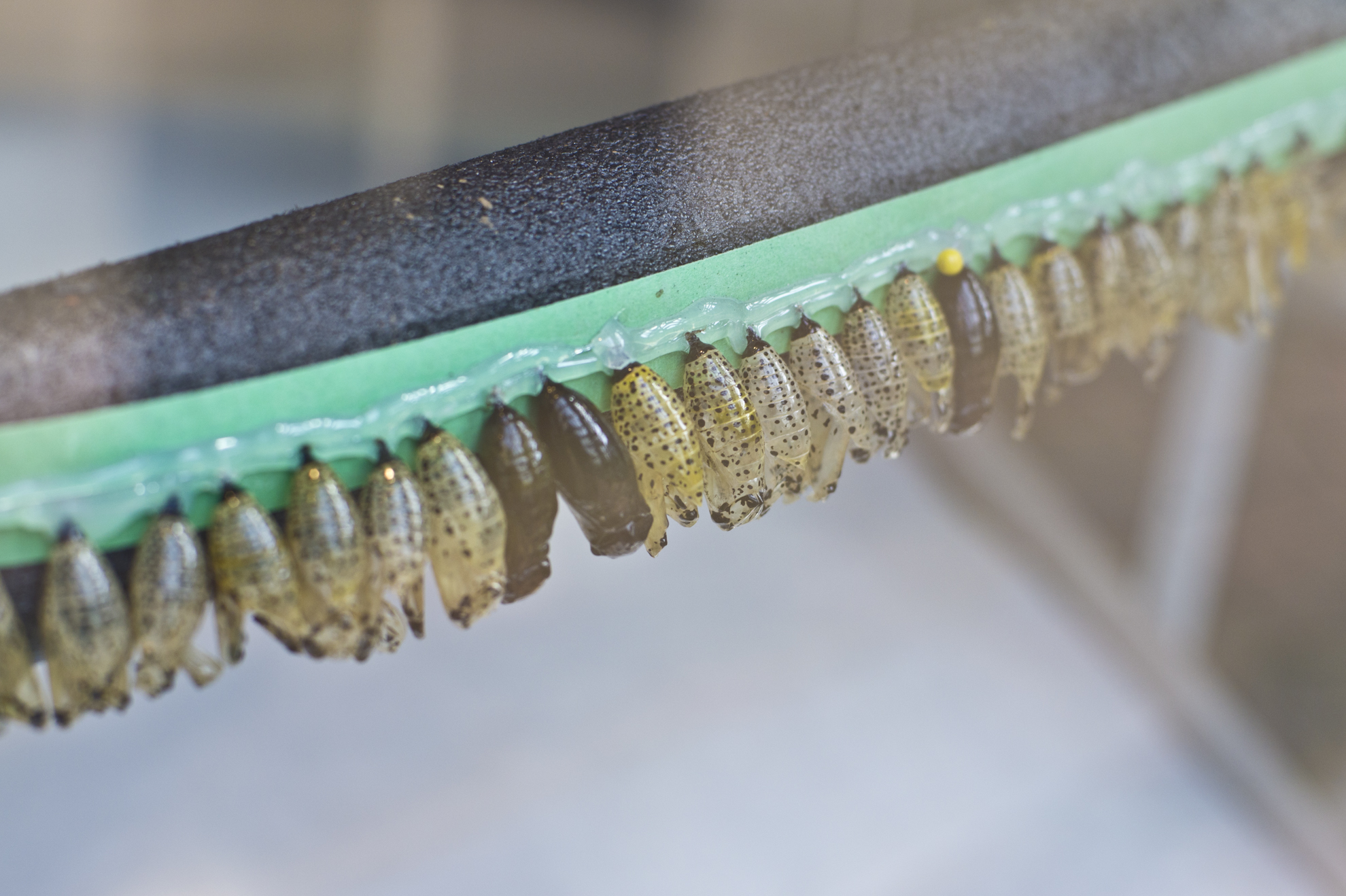
Instalación para el desarrollo de pupas de mariposas

## Aves y peces
Los riachuelos y el estanque de los jardines son el hogar de dos variedades de kois.
También hay muchos tipos de aves. Algunas vuelan con las mariposas, y otras viven en el agua. Las aves más populares son Spike (un iIbis de la Puna), Mango y Houdini (flamencos del Caribe), y Leo (un loro guaro del Amazonas). Otros pájaros incluyen fringílidos, canarios, periquitos, un turaco de cara blanca y otros.

## Lugares de mariposas y caras de calabaza
El primer Lugares de Mariposas y Caras de Calabaza anual se produjo el 19 de octubre de 2008 para apoyar la sala de pediatría nueva en el Hospital General de Victoria.